# Papel couché

Diferentes tamanhos de papel

O papel cuchê ou couché é um tipo de papel que foi revestido por uma mistura de materiais ou um polímero para conferir certas qualidades ao papel, incluindo peso, brilho superficial, suavidade ou redução da absorção de tinta. Vários materiais, incluindo Kaolinite, carbonato de cálcio, Bentonite e talco, podem ser usados para revestir papel para impressão de alta qualidade usada na indústria de embalagens e em revistas. O giz ou argila da China está ligado ao papel com viscosificantes sintéticos, como o estireno-butadieno látex e ligantes orgânicos naturais, como o amido. A formulação de revestimento também pode conter aditivos químicos como dispersantes, resinas ou polietileno para dar resistência à água e resistência úmida ao papel, ou para a proteção contra radiação ultravioleta.
Consiste basicamente de um papel base (offset) que recebe uma camada de revestimento: carbonato de cálcio, caulim, látex e outros aditivos, com a finalidade de tornar a sua superfície lisa e uniforme. É muito usado na impressão de folhetos, revistas, cartazes, livros de arte e outros impressos que exijam boa reprodução de retículas e traços.
Quando o revestimento é aplicado em apenas um lado, chama-se couché L1.  Se o revestimento é aplicado em ambos os lados, chama-se couché L2. O primeiro tipo é empregado em rótulos e embalagens, já o segundo é indicado para imprimir nos dois lados (livros, folhetos etc.). A palavra couché é o particípio passado do verbo da língua francesa coucher, que neste caso tem a acepção de "recobrir" ou ainda "aplicar uma camada".

## Principais características físicas
- Oferecido em baixas e altas gramaturas
- Alto brilho
- Alta brancura
- Alta opacidade
- Bom para trabalhos com MDF

## Principais aplicações
- Revistas
- Encartes promocionais (catálogos, fôlderes etc.)
- Rótulos de embalagens
- Cartões de visita
- Auto-adesivos
- Setor editorial em geral
- Capas para diferentes trabalhos
- Impressões fotográficas

## Forma de apresentação
- O papel couché é apresentado em gramatura (g/m²): quanto menor, mais fino o papel.